# Tjuvholmen, Sundsvall
Tjuvholmen är en 17 hektar stor ö mellan Selångersfjärden och Draget i inloppet till Sundsvalls centrala delar. På ön finns Tjuvholmens fyr, som togs i bruk år 1900.
Olika folkliga/etymologiska förklaringsförsök: Tvärt emot uppfattningen att Tjuvholmen är en referens till den större uppbuktning i vinflaskor som historiskt kallats för "tjuvholmen" är namnet ett resultat av att holmen ansågs "tjuva" vinden från segelbåtar som lämnade hamnen i Sundsvall när segelbåtar var det vanliga sättet att anlöpa hamnen i Sundsvall. Senare forskning tyder på att Alnö hindrar mer av vinden. När båtarna passerat Tjuvholmen fick de mer vind då Alnön och Tjuvholmen tillsammans läade vinden för mycket. En mera rimlig teori om namnets ursprung är att det kommer från det gamla namnet för "folk", dvs þjóð ungefär [thjo: dth]. Klas-Göran Selinge har också (i STF:s årsskrift 1984) skrivit om Tjuvholmen och om den arkeologiskt välbekanta företeelsen med nedsättande namn, vilket är åter en annan teori, att man ska ha kallas platser (ofta öar) för Krank-, Dår- och Tjuv- för att en skydd folkgrupp hållits där. Det är emellertid osäkert om Selinge hålit fast vid dessa funderingar.
Några år på 90-talet kunde man åka med en gammal bogserbåt från hamnen i Sundsvall till Tjuvholmen för att besöka ön. En mängd omskrivna järnålderstida rösegravar finns på ön.